# Jak prodávat drogy přes internet (rychle)
Jak prodávat drogy přes internet (rychle) (v německém originále How to Sell Drugs Online (Fast)) je německý komediální a dramatický televizní seriál, který vytvořili Philipp Käßbohrer a Matthias Murmann. První řada obsahující šest dílů byla zveřejněna dne 31. května 2019 na streamovací službě Netflix. V hlavních rolích se objevili Maximilian Mundt, Anna Lena Klenke, Danilo Kamperidis, Damian Hardung, Luna Schaller, Leonie Wesselow a Bjarne Mädel.
První dvě epizody seriálu měly premiéru 6. dubna 2019 na televizním festivalu v Cannes. Dne 9. července 2019 byla objednána druhá řada. Druhá řada měla premiéru dne 21. července 2020. V červenci 2020 bylo oznámeno, že seriál získá třetí řadu, ta měla premiéru 27. července 2021. Štvrtá rada 9. Apríla 2025

## Synopse
Seriál se odehrává ve fiktivním německém městě Rinseln. Jeho příběh sledujeme z perspektivy středoškolského outsidera Moritze Zimmermanna. Moritz se se svým kamarádem Lennym Sanderem snaží získat zpět Moritzovu bývalou přítelkyni Lisu Novak tím, že na internetu prodávají extázi. Začínají jako malá společnost, ale vlivem okolností se obchod rychle vymkne kontrole a Moritz s Lennym se musí srovnat s následky velkého obchodování s drogami.
Seriál je inspirován skutečným příběhem, který se v roce 2015 odehrál v Lipsku.

## Obsazení
| Maximilian Mundt   | Moritz Zimmermann                                     |
| Anna Lena Klenke   | Lisa Novak                                            |
| Danilo Kamperidis  | Lenny Sander                                          |
| Damian Hardung     | Daniel Riffert                                        |
| Luna Schaller      | Gerda, kamarádka Lisy                                 |
| Leonie Wesselow    | Fritzi, kamarádka Lisy                                |
| Roland Riebeling   | Jens Zimmermann, Moritzův otec                        |
| Leonie Wesselow    | Marie Zimmermann, Moritzova sestra                    |
| Ulrike Sander      | Lennyho matka                                         |
| Moritz Führmann    | Lisin otec                                            |
| Isabel Schosnig    | Lisina matka                                          |
| Hinnerk Schönemann | Danielův otec                                         |
| Florentin Will     | pan Kämper, policista a kolega Moritzova otce         |
| Bjarne Mädel       | dealer Buba (1. řada)                                 |
| Jonathan Frakes    | on sám (1. řada)                                      |
| Lena Urzendowsky   | Milena „Kira“ Bechtholz, přítelkyně Lennyho (2. řada) |
| Maren Kroymann     | Doro Otto, Bubova matka (2. řada)                     |
| Hannah Hoekstra    | Mia (2. řada)                                         |
| Michael Ostrowski  | Abnor (2. řada)                                       |
| Langston Uibel     | Joseph Kammerlande (3. řada)                          |
| Gronkh             | hrál sám sebe (youtubera) (3. řada)                   |

## Seznam dílů
| Řada | Díly | Premiéra na Netflixu |
| ---- | ---- | -------------------- |
| 1    | 6    | 31. května 2019      |
| 2    | 6    | 21. července 2020    |
| 3    | 6    | 27. července 2021    |

### První řada (2019)
| Č. v seriálu | Č. v řadě | Původní název                                                     | Český název                                                 | Režie          | Scénář                                             | Premiéra na Netflixu |
| ------------ | --------- | ----------------------------------------------------------------- | ----------------------------------------------------------- | -------------- | -------------------------------------------------- | -------------------- |
| 1            | 1         | Nerd Today, Boss Tomorrow                                         | Dneska nerd, zítra šéf                                      | Lars Montag    | Sebastian Colley, Philipp Käßbohrer a Stefan Titze | 31. května 2019      |
| 2            | 2         | Life's Not Fair, Get Used to It                                   | Život není fér, zvykej si                                   | Lars Montag    | Sebastian Colley, Philipp Käßbohrer a Stefan Titze | 31. května 2019      |
| 3            | 3         | Failure is Not an Option                                          | Neúspěch nebrat                                             | Lars Montag    | Sebastian Colley, Philipp Käßbohrer a Stefan Titze | 31. května 2019      |
| 4            | 4         | If This is Reality, I'm Not Interested                            | O tuhle realitu nemám zájem                                 | Arne Feldhusen | Sebastian Colley, Philipp Käßbohrer a Stefan Titze | 31. května 2019      |
| 5            | 5         | Score Big or Don't Score at All                                   | Všechno, nebo nic                                           | Arne Feldhusen | Sebastian Colley, Philipp Käßbohrer a Stefan Titze | 31. května 2019      |
| 6            | 6         | If You Are the Smartest One in the Room, You're in the Wrong Room | Pokud jsi nejchytřejší v místnosti, jsi ve špatné místnosti | Arne Feldhusen | Sebastian Colley, Philipp Käßbohrer a Stefan Titze | 31. května 2019      |

### Druhá řada (2020)
| Č. v seriálu | Č. v řadě | Původní název                  | Český název                      | Režie          | Scénář                                                       | Premiéra na Netflixu |
| ------------ | --------- | ------------------------------ | -------------------------------- | -------------- | ------------------------------------------------------------ | -------------------- |
| 7            | 1         | Think Different                | Uvažuj jinak                     | Mia Spengler   | Sebastian Colley, Mats Frey, Philipp Käßbohrer, Stefan Titze | 21. července 2020    |
| 8            | 2         | Where Do You Want to Go Today? | Kam chceš dneska jít?            | Mia Spengler   | Sebastian Colley, Mats Frey, Philipp Käßbohrer, Stefan Titze | 21. července 2020    |
| 9            | 3         | Inspired by Real Life          | Inspirováno životem              | Mia Spengler   | Sebastian Colley, Mats Frey, Philipp Käßbohrer, Stefan Titze | 21. července 2020    |
| 10           | 4         | Buy It. Sell It. Love It.      | Kupuj to. Prodávej to. Miluj to. | Arne Feldhusen | Sebastian Colley, Mats Frey, Philipp Käßbohrer, Stefan Titze | 21. července 2020    |
| 11           | 5         | Move Fast and Break Things     | Dělej, rozbíjej                  | Arne Feldhusen | Sebastian Colley, Mats Frey, Philipp Käßbohrer, Stefan Titze | 21. července 2020    |
| 12           | 6         | Don't be evil.                 | Nebuď zlý.                       | Arne Feldhusen | Sebastian Colley, Mats Frey, Philipp Käßbohrer, Stefan Titze | 21. července 2020    |

### Třetí řada (2021)
| Č. v seriálu | Č. v řadě | Původní název                                         | Český název                                          | Režie          | Scénář                                                                        | Premiéra na Netflixu |
| ------------ | --------- | ----------------------------------------------------- | ---------------------------------------------------- | -------------- | ----------------------------------------------------------------------------- | -------------------- |
| 13           | 1         | A single failure, a little slip                       | Jediná chyba, jen malý přešlap                       | Arne Feldhusen | Sebastian Colley, Philipp Käßbohrer, Natalie Thomas, Mats Frey                | 27. července 2021    |
| 14           | 2         | A misdemeanor, a little trip                          | Přestupek, jen klopýtnutí                            | Arne Feldhusen | Michael Schilling, Philipp Käßbohrer, Mats Frey, Natalie Thomas               | 27. července 2021    |
| 15           | 3         | Does this condemn me, lock me away?                   | Odvrhnete mě kvůli tomu?                             | Arne Feldhusen | Peter Furrer, Philipp Käßbohrer, Stefan Titze, Natalie Thomas, Mats Frey      | 27. července 2021    |
| 16           | 4         | Before you turn the key, I have one more thing to say | Než otočíš klíčem, chci ti ještě něco říct           | Arne Feldhusen | Michael Schilling, Philipp Käßbohrer, Mats Frey, Natalie Thomas, Stefan Titze | 27. července 2021    |
| 17           | 5         | To make amends, maybe be friends                      | Jestli chcete něco odčinit, mohli byste se spřátelit | Arne Feldhusen | Mats Frey, Stefan Titze, Philipp Käßbohrer, Natalie Thomas                    | 27. července 2021    |
| 18           | 6         | Everybody gets a second chance                        | Každý dostane druhou šanci                           | Arne Feldhusen | Stefan Titze, Mats Frey, Philipp Käßbohrer, Natalie Thomas                    | 27. července 2021    |

## Produkce

### Vývoj
Dne 25. října 2018 Netflix objednal nový televizní seriál se šesti díly. Seriál vytvořili Philipp Käßbohrer a Matthias Murmann a oba na něm budou působit jako výkonní producenti. Produkční společností stojící za jeho výrobou je bildundtonfabrik. Dne 9. července 2019 bylo oznámeno, že seriál získá druhou řadu, která bude mít premiéru v roce 2020.

### Casting
Společně s oznámením bylo odhaleno i obsazení seriálu. Objeví se v něm Maximilian Mundt, Anna Lena Klenke, Danilo Kamperidis, Damian Hardung, Luna Schaller, Leonie Wesselow a Bjarne Mädel.

### Natáčení
Dne 17. prosince 2018 Netflix oznámil, že skončilo natáčení první řady.